# Línea 37 (Buenos Aires)
La línea 37 es una línea de colectivos del Área Metropolitana de Buenos Aires. Comunica Lanús con Palermo y Ciudad Universitaria.

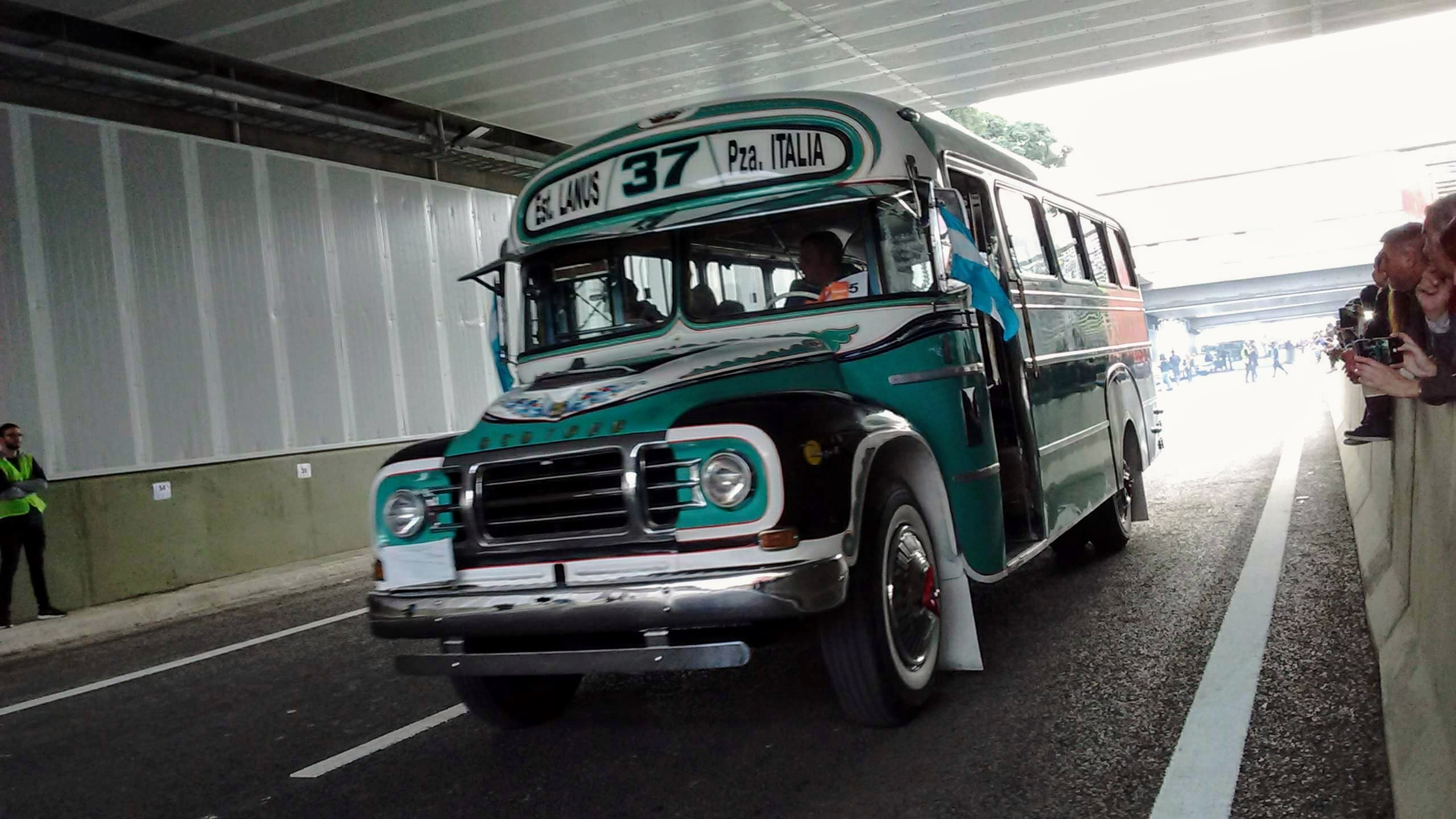
Un colectivo antiguo de la línea 37.

La empresa que explota esta línea, 4 de Septiembre S.A.T.C.P. es la misma desde que se fundó el recorrido (su nombre se debe a que la empresa se fundó precisamente un 4 de septiembre de 1964), lo que hace que esta línea sea tan histórica como la línea 39 o la 60.

## Recorrido
Ramal 1 / LANÚS - PALERMO
Ida: Salida desde Av. H. Yrigoyen 5432 por Av. H. Yrigoyen, Av. Pavón, Cabildo, Pilcomayo, Av. Bernardino Rivadavia, J. M. Freire, Francisco Pienovi, cruce Puente Victorino de la Plaza, Av. Vélez Sarsfield, Avenida Entre Ríos, Av. Callao, Av. Gral. Las Heras, Av. Sarmiento, Av. Colombia, Av. Cerviño, Calle John Fritzgerald Kennedy, Av. Colombia hasta estacionar frente a Plaza Martín de Álzaga. 
Regreso: Salida desde Av. Colombia altura Plaza Martín de Álzaga por Av. Colombia, Av. Sarmiento, Calzada circular de Plaza Italia, Av. Gral. Las Heras, Rodríguez Peña, Av. Rivadavia, Combate de los Pozos, Av. Brasil, Av. Entre Ríos, Av. Vélez Sarsfield, cruce Puente Victorino de la Plaza, Francisco Pienovi, J. M. Freire, Av. Bernardino Rivadavia, Cabildo, Av. Pavón, Av. H. Yrigoyen, Zuloaga, Del Valle Iberlucea, Gral. O'Brien, Av. H. Yrigoyen hasta el 5432 donde ingresa a la terminal.
Ramal 3 / LANÚS - CIUDAD UNIVERSITARIA (Por Figueroa Alcorta)
Ida: Salida desde Av. H. Yrigoyen 5432 por Av. H. Yrigoyen, Av. Pavón, Cabildo, Pilcomayo, Av. Bernardino Rivadavia, J. M. Freire, Francisco Pienovi, cruce Puente Victorino de la Plaza, Av. Vélez Sarsfield, Av. Entre Ríos, Av. Callao, Av. Gral. Las Heras, Plaza Italia, Av. Sarmiento, Av. del Libertador, Av. Carlos Casares, Av. Belisario Roldan, Av. Figueroa Alcorta, puente Scalabrini Ortiz, Av. Int. Güiraldes hasta las calles interiores de Ciudad Universitaria. 
Regreso: Desde calles interiores de Ciudad Universitaria, Av. Int. Güiraldes, Av. Int. Cantilo, Av. Udaondo, Av. Leopoldo Lugones, Av De Los Ombues, Andrés Bello, Av. Figueroa Alcorta, Av. Dorrego, Av. del Libertador, John Fritzgerald Kennedy , Av. Colombia, Av. Sarmiento, Plaza Italia, Av. Santa Fe, Av. Gral. Las Heras, Rodríguez Peña, Av. Rivadavia, Combate de los Pozos, Av. Brasil, Av. Entre Ríos, Av. Vélez Sársfield, cruce puente Victorino de la Plaza, Francisco Pienovi, J. M. Freire, Av. Bernardino Rivadavia, Cabildo, Av. H. Yrigoyen hasta el 5432 donde ingresa a la terminal.
Ramal 4 / LANÚS - CIUDAD UNIVERSITARIA (Por Aeroparque)
Ida: Salida desde Av. H. Yrigoyen 5432 por Av. H. Yrigoyen, Av. Pavón, Cabildo, Pilcomayo, Av. Bernardino Rivadavia, J. M. Freire, Francisco Pienovi, cruce Puente Victorino de la Plaza, Av. Vélez Sarsfield, Av. Entre Ríos, Av. Callao, Av. Gral. Las Heras, Plaza Italia, Av. Sarmiento, Av. del Libertador, Av. Carlos Casares, Av. Figueroa Alcorta , Av. Sarmiento, Av. Costanera Rafael Obligado, Av. Int. Güiraldes hasta las calles interiores de Ciudad Universitaria. 
Regreso: Desde calles interiores de Ciudad Universitaria, Av. Int. Güiraldes,  Av. Costanera Rafael Obligado, Av. Sarmiento, Plaza Italia, Av. Santa Fe, Av. Gral. Las Heras, Rodríguez Peña, Av. Rivadavia, Combate de los Pozos, Av. Brasil, Av. Entre Ríos, Av. Vélez Sarsfield, cruce Puente Victorino de la Plaza, Francisco Pienovi, J. M. Freire, Av. Bernardino Rivadavia, Cabildo, Av. H. Yrigoyen hasta el 5432 donde ingresa a la terminal.

## Lugares cercanos a su recorrido
- Estadio River Plate
- Plaza Italia
- Ciudad Universitaria
- Aeroparque Jorge Newbery
- Escuela Superior de Comercio Carlos Pellegrini
- Biblioteca Nacional de Argentina
- Estación Lanús
- Estación Gerli
- Congreso de la Nación Argentina
- Planetario Galileo Galilei
- Jardín botánico de Buenos Aires